# Емельянова-Щукина, Клавдия Давыдовна
Клавдия Давыдовна Емельянова-Щукина (1911—1983) — стерженщица литейного цеха Московского автомобильного завода имени И. А. Лихачёва. Герой Социалистического Труда (1960).

## Биография
Клавдия Емельянова родилась в 1911 году в деревне Татищево Рязанской губернии (ныне в Чаплыгинском районе Липецкой области) в бедной крестьянской семье. Её отец Давыд Емельянов умер в 1914 году. Мать Клавдии, чтобы содержать малолетних детей, батрачила и работала поденщицей. Однако средств всё равно не хватало, и она отправила семилетнюю Клавдию работать нянькой. В 1925 году её привезли в Москву, где она стала работать нянькой в одной из семей в Зарядье. Вскоре к ней переехала мать и устроилась няней в больницу. Клавдия же стала работать прислугой в семье врача этой больницы. В возрасте 16 лет она вышла замуж за Василия Максимовича Щукина, рабочего-текстильщика с подмосковной суконной фабрики имени Я. М. Свердлова. Клавдия стала домохозяйкой, вскоре у них появились дети: двое сыновей и дочь. В начале 1930-х муж перешёл с фабрики на завод АМО. Дети подросли, и в семье стала жить мать Клавдии. Тогда Емельянова-Щукина решила устроиться на работу.
В январе 1935 года по совету мужа пошла в литейный цех Московского автомобильного завода чернорабочей. Пройдя обучение в кружке техминимума, 21 июня 1935 года сдала государственный технический экзамен и получила право работать стерженщицей. Хорошо овладев профессией, получила квалификацию стерженщицы высшего разряда. Параллельно с работой посещала вечернюю школу.
Присоединившись к стахановскому движению, Клавдия Емельянова-Щукина существенно увеличила производительность труда. В 1936 году стала бригадиром. Принимала активное участие в социалистическом соревновании. В 1936 году умер муж Клавдии, и она стала в одиночку обеспечивать семью. Занималась общественной деятельностью, с 1937 года неоднократно избиралась профгрупоргом. Занималась вопросами качества продукции, укрепления трудовой дисциплины, технической учёбы работниц. Она обучила стержневому делу 16 работниц. Бригада Клавдии Емельяновой-Щукиной добилась выполнения плана на 140 %, брак был сведён к минимуму.
В 1939 году партийная организация литейной № 3 приняла Клавдию Емельянову-Щукину кандидатом в члены партии. В том же году она была избрана депутатом Московского городского совета. 8 марта 1941 года городской совет выделил её семье более благоустроенную квартиру на Большой Полянке.
После начала Великой Отечественной войны Московский автомобильный завод часто подвергался бомбардировкам. Клавдия Емельянова-Щукина вступила в пожарную команду завода. В октябре-ноябре 1941 года завод был эвакуирован в Миасс. Вместе с заводом уехала и Клавдия Емельянова-Щукина с семьёй. В Миассе началось строительство Уральского автомобильного завода. Поначалу кадровых рабочих на новом заводе было мало, обучением новичков занялась Клавдия Емельянова-Щукина. В 1943 году вступила в КПСС. Она была назначена сменным мастером стержневого отделения и избрана партгрупоргом. В числе первых работников завода она получила почётное звание «Лучший мастер».
В 1946 году она вернулась на Московский автомобильный завод в литейную № 3 сменным мастером. За время войны на завод пришло много молодых работниц, и Клавдия Емельянова-Щукина занялась их обучением. Среди её учениц были лауреат Сталинской премии Нина Васильева и награждённая орденом Трудового Красного Знамени Александра Белова.
В 1960 году бригада Клавдии Емельяновой-Щукиной, состоявшей из 14 работниц, было присвоено звание бригады коммунистического труда. Указом Президиума Верховного Совета СССР от 7 марта 1960 года в ознаменование 50-летия Международного женского дня, за выдающиеся достижения в труде и особо плодотворную общественную деятельность Клавдии Емельяновой-Щукиной было присвоено звание Героя Социалистического Труда с вручением ордена Ленина и золотой медали «Серп и Молот». Она стала первым Героем Социалистического Труда на Московском автомобильном заводе.
А мае 1964 года Емельянова-Щукина была назначена на должность инструктора передовых методов работы. Была инициатором возрождения заводской традиции, когда в честь трудового успеха или другого знаменательного события работнице вручалась алая косынка.
Проработав на Московском автомобильном заводе 35 лет, вышла на пенсию. Жила в Москве по адресу: Симоновский Вал, 8. Умерла в 1983 году.

## Награды
- Герой Социалистического Труда (07.03.1960)[1]
- Орден Ленина (07.03.1960)[1]
- Медаль «За трудовую доблесть» (28.10.1944)[1][3]
- Значок «Отличник Социалистического соревнования»[4]
- Почётный знак «Ветеран автомобильной промышленности» (1977)[3]